# Rind Sogn
Rind Sogn er et sogn i Herning Søndre Provsti (Viborg Stift).
I 1800-tallet var Herning Sogn anneks til Rind Sogn, men det blev et selvstændigt pastorat i 1889. Begge sogne hørte til Hammerum Herred i Ringkøbing Amt. De dannede hver sin sognekommune, men Herning blev i 1913 købstad. I 1967 gik Rind sammen med Arnborg sognekommune i Arnborg-Rind Kommune, der ved kommunalreformen i 1970 blev indlemmet i Herning Kommune, som Herning Købstad blev kernen i.
I Rind Sogn ligger Rind Kirke og Lind Kirke. Kølkær Kirke blev i 1891 indviet som filialkirke til Rind Kirke, og Kølkær blev et kirkedistrikt i Rind Sogn. Kollund Kirke blev i 1935 indviet som filialkirke til Rind Kirke, og Kollund blev også et kirkedistrikt i Rind Sogn. I 1979 blev de to kirkedistrikter udskilt som de selvstændige Kølkær Sogn og Kollund Sogn.
I sognet findes følgende autoriserede stednavne: 
- Fejerskov Huse (bebyggelse)
- Fjederholt (bebyggelse, ejerlav)
- Hjortsballe Høje (areal)
- Holt (bebyggelse)
- Holt Plantage (areal)
- Jyndevad Plantage (areal)
- Kideris (bebyggelse, ejerlav)
- Knudmose Huse (bebyggelse)
- Kovstrup (bebyggelse)
- Lind (bebyggelse, ejerlav)
- Mosehuse (bebyggelse)
- Mørup (bebyggelse)
- Nørre Lind (bebyggelse)
- Nørre Vejen (bebyggelse)
- Rind (Herning Kommune) (bebyggelse)
- Rind Plantage (areal)
- Sig (bebyggelse)
- Skærbæk (bebyggelse, ejerlav)
- Svendlund (bebyggelse, ejerlav)
- Sønder Vejen (bebyggelse, ejerlav)
- Trehuse (bebyggelse)
- Trædhøj (areal)
- Vester Høgild (bebyggelse, ejerlav)
- Vester Lind (bebyggelse)
- Ørneborg (bebyggelse)
- Øster Høgild (bebyggelse, ejerlav)
- Øster Lind (bebyggelse)